# Fantasy (album de M83)
Pour les articles homonymes, voir Fantasy (homonymie).
Albums de M83
DSVII
(2019)
Singles
1. Oceans Niagara
Sortie : 10 janvier 2023
2. Fantasy
Sortie : 22 mars 2024
3. Earth To Sea
Sortie : 26 avril 2024

Fantasy est le 9e album studio du groupe français M83, sorti le 17 mars 2023 sous son label Others Suns. Il a été annoncé le 10 janvier 2023, parallèlement à la sortie du premier single Oceans Niagara accompagné d'un clip réalisé par son frère Yann Gonzalez. Il est censé être l'album « le plus personnel à ce jour » d'Anthony Gonzalez.
Une tournée en Amérique du Nord et en Europe, de février à août, a suivi,,.Le slogan de l'album est « Are you ready for a new adventure ? ».

## Contexte
Anthony Gonzalez a travaillé sur l'album tout au long de l'année 2021 avec son coéquipier de longue date Joe Berry et le producteur Justin Meldal-Johnsen, expliquant qu'il voulait une « ambiance de groupe » et « faire de la musique dans une pièce avec des musiciens, jammer et voir ce qui se passera » . Gonzalez a en outre qualifié l'album de « cadeau envers lui-même » fait sans la pression de vendre des disques, car il a rejeté la commercialisation après le succès de Hurry Up, We're Dreaming (2011), qu'il a décrit comme presque trop » pour lui. L'album se concentre également sur « l'interaction entres guitare et synthés » qui, selon Gonzalez, est « plus proche de l'énergie» des travaux précédents du groupe, en particulier l'album Before the Dawn Heals Us (2005).
Fantasy a été teasé pour la première fois le 29 décembre 2022 dans une vidéo sans titre de 11 secondes postée sur tous les réseaux sociaux de M83, avec des scènes du clip vidéo du premier single Oceans Niagara avec Water Deep joué en arrière-plan. Quelques jours plus tard le 3 janvier 2023, une autre vidéo de 11 secondes, avec plus de scènes du clip d'Oceans Niagara, a été publiée avec la légende "01.10. 2023."  Le single est sorti avec l'album et une annonce de tournée le 10 janvier 2023.

## Critiques
L'album reçoit globalement des critiques positives.[réf. nécessaire]

## Liste des pistes
| CD 1  | CD 1                        | CD 1  | CD 1 | CD 1 | CD 1 | CD 1 | CD 1 | CD 1 | CD 1 |
| No    | Titre                       | Durée |      |      |      |      |      |      |      |
| ----- | --------------------------- | ----- | ---- | ---- | ---- | ---- | ---- | ---- | ---- |
| 1.    | Water Deep                  | 3:11  |      |      |      |      |      |      |      |
| 2.    | Oceans Niagara              | 4:31  |      |      |      |      |      |      |      |
| 3.    | Amnesia                     | 4:03  |      |      |      |      |      |      |      |
| 4.    | US and The Rest             | 5:31  |      |      |      |      |      |      |      |
| 5.    | Earth To Sea                | 6:40  |      |      |      |      |      |      |      |
| 6.    | Radar, Far, Gone            | 4:05  |      |      |      |      |      |      |      |
| 7.    | Deceiver                    | 6:29  |      |      |      |      |      |      |      |
| 8.    | Fantasy                     | 4:34  |      |      |      |      |      |      |      |
| 9.    | Laura                       | 4:08  |      |      |      |      |      |      |      |
| 10.   | Sunny Boy                   | 6:04  |      |      |      |      |      |      |      |
| 11.   | Kool Nuit (featuring Kaela) | 7:56  |      |      |      |      |      |      |      |
| 12.   | Sunny Boy Part 2            | 1:59  |      |      |      |      |      |      |      |
| 13.   | Dismemberment Bureau        | 7:05  |      |      |      |      |      |      |      |
| 66:16 |                             |       |      |      |      |      |      |      |      |

## Personnel
- Anthony Gonzalez - guitares acoustiques et électriques (1, 6), synthétiseurs (1-13), voix principale et de fond (2-11, 13), programmation de batterie (4, 9, 10), conception sonore (4), piano (4), chant (12), production, ingénierie
- Justin Meldal-Johnsen - guitares électriques (1-5, 8, 10, 11, 13), guitares basses à quatre et huit cordes (1), programmation de batterie (1-4, 8-11, 13), synthétiseurs (1- 11, 13), guitare basse (2-8, 10, 11, 13), percussions (2, 3, 5-11, 13), Fender Bass VI (3-5), guitares électriques six et douze cordes (7, 9), guitares basses frettées et sans frettes (9), production, ingénierie
- Joe Berry – synthétiseurs (1-13), The Pipe (1, 13), chœurs (2, 6, 9, 10), piano (4, 6, 8, 9, 13), percussions (7-9), saxophone (7, 9-11), EWI (8), flûte (11), chant (12)
- Kaela Sinclair - chœurs (2, 3, 5, 8-12), chant principal (3, 10, 11)
- Jenda Wight - chœurs (8)
- Josh Freese – batterie (2-5, 9, 10)
- Loïc Maurin – batterie (3, 5, 10)
- Cyrus Reynolds - guitare acoustique (4), synthétiseurs (4), production supplémentaire (4)
- Danny Franker – percussions (5, 7, 8)
- Mark Guilana – batterie (7, 8, 11, 13)
- James Chapman - synthétiseurs supplémentaires (8)
- Kristina Esfandiari - voix principale et de fond (9), voix (12)
- Dave Cooley – maîtrise
- Tony Hoffer – mixage
- Mike Schuppan – ingénierie
- Nick Spezia - ingénierie orchestrale
- Carlos de la Garza - ingénierie supplémentaire
- François Bonnet - ingénierie supplémentaire
- Geoff Neal – assistance technique
- Russell Scarborough – assistance technique
- Alan Umstead - violon solo, entrepreneur
- Peter Rotter – entrepreneur
- David Shipps - chef d'orchestre